# Povijest Azije
Povijest Azije jedinstvena je, jer pored svoje veličine to je ujedno i mjesto postanka najstarijih svjetskih civilizacija, kao što su sumerska, kineska i indijska. Postojanje ovih civilizacija imalo je snažan utjecaj na povijest, kako staru tako i na najnoviju, baš kao i pojavljivanje triju glavnih religija: hinduizma, budizma i islama. Kolonijalno upletanje stoljećima se održavalo na razvoj Azije, no nakon više desetljeća nazavisnog razvoja, današnje azijske ekonomije doživljavaju pravi procvat. Međutim, još uvijek ima sukoba, a oni na jugoistoku Azije i na Srednjem istoku odražavaju se i na svjetsku politiku. Drevne civilizacije u Aziji bile su najčešće izolirane, i međusobno i od ostatka svijeta, preprekama kao što su pustinje, planine i oceani. Jedino je Srednji istok imao jače veze s Europom. Zbog toga su azijske civilizacije i kulture nazavisno razvijale tisućama godina. S vremenom su glavne civilizacije, one u Indiji i Kini, počele utjecati na ostale azijske zemlje.

### Kušansko Carstvo
Oko 170. godine pr. Kr. sjevernokineski klan Yuezhi  krenuo je na zapad u srednju Aziju. U 3. stoljeću Kristove ere. osnovali su carstvo koje se protezalo od istočnog Irana do Gangesa u Indiji. Kušani su kontrolirali plodne riječne doline i bili su u središtu trgovine svilom. Poticali su budizam i religijsku umjetnost, no propadanje je započelo u 4. stoljeću.

### Padmasambhava
Legendarni mudrac i stručnjak za jogu iz Swata, današnji Pakistan, Padmasambhava utemeljio je tibetski budizam. Zajedno sa suprugom, Yeshe Tsogyal, stigao je u Tibet 747. i osnovao prvi budistički samostan. Ovaj mudrac proveo je potom svoj život pišući i podučavajući vjeru.

### Drevne civilizacije
Sumerani u zapadnoj Aziji razvijaju prvu svjetsku civilizaciju, no drevna kineska i indijska civilizacija najviše utječu na Aziju. Poseban utjecaj izvršile su njihove religije: hinduizam (religija indijskog naroda) i budizam (utemeljio ga Siddhartha Gautama i jedna je od triju velikih kineskih religija) koje su se raširile Azijom.
- Dinastija Čola

Od 850. do 1200. u većem dijelu Indije počela je dominirati dinastija poznata kao Čola. Podigli su brojne hinduističke hramove i prenijeli svoju religiju na Šri Lanku. Svoju pomorsku silu raširili su preko mora Jugoistočne Azije što je pridonijelo širenju hinduizma sva do Sumatre i Balija.
- Dinastija Koguryo

Od 7. stoljeća sve više je rastao kineski utjecaj i kineski su svećenici Koreju preobratili na budizam. Koguryo vladari (1. stoljeće pr. Kr. - 7. stoljeće n. e.) poticali su širenje budizma. Misionari iz Koreje krenuli su u Japan koji nije prihvatio samo budizam već i kinesko pismo, arhitekturu i kulturu.

## Jugoistočna Azija
Više od 1000 godina Indija je bila glavna razvojna snaga ove regije i predstavljala je model za kulturu, umjetnost i religiju Jugoistočne Azije. Njezin je utjecaj počeo opadati nakon 1300. godine. Od 300. godine indijski su trgovci plovili do Tajlanda, Malezije, Indonezije i Filipina. Od početka 13. stoljeća arapski trgovci širili su islam duž morskih trgovačkih puteva. Od početka 16. stoljeća ova regija trgovala je i s Europom.
- Sijam

Stoljećima su valovi doseljenika sa sjevera stizali u Sijam (Tajland) i ženidbeno se vezivala starosjedilačkim plemenima. U 13. stoljeću jedno je pleme Thai, ujedinilo Sijam u jednu državu s jednim vladarom i jednom religijom-budizmom.

## Srednja Azija
Stoljećima su jedini putnici u negostoljubljivim krajolicima srednje Azije bili trgovci koji su koristili Put svile. Godine 1398. mongolski ratnik Timur (1336. – 1405.) sjurio se iz stepa i osnovao Srednjeazijsko Carstvo. Godine 1369. Timor je svoj glavni grad premjestio u bogati Samarkand u današnjem Uzbekistanu. Grad je doživio svoje zlatno doba i postao arhitektonski dragulj srednje Azije jer su Timur i njegovi nasljednici tamo podigli palače, astronomske opservatorije i islamske škole. Početkom 16. stoljeća nomadi Uzbeci napali su ovaj grad.

## Trgovina i kultura
Tijekom 17, 18. i 19. stoljeća cvala je trgovina iako su neke azijske zemlje za neupućene bile zatvorene. Rusija i europske zemlje kupovale su svilu, čaj i porculan iz Kine. Indija je trgovala sa svijetom i bila je poznata po svom ručno tkanom tekstilu, kao što je turska mustra koji je bio tradicionalni indijski uzorak. Tijekom tog perioda zapadne su snage postale sve zainteresiranije za pripajanje azijskih teritorija radi trgovinskih ciljeva. Tijekom 19. stoljeća Rusija se proširila do srednje Azije. Britanci su strahovali da su Rusi naumili preuzeti Indiju, pa su se dvije zemlje počele uhoditi. Britanci su to nazvali Velikom igrom; Rusi su je poznavali kao Turnir sjena.

### Dinastija Mandžuraca
Kineska dinastija Mandžuraca (1664. – 1911.) bila je ekspanzionistička i širila je kulturu zauzimanjem drugih teritorija, kao što su Mongolija (1697.), Tibet (1751.) i istočni Turkestan (1760.). Međutim, kod kuće se ekonomska situacija pogoršavala. U 17. i 18. stoljeću Kina, Japan, Koreja i Sijam (Tajland) pružili su otpor europskoj ekspanziji. Kina je ograničila trgovinu s Europom na luke Macao i Canton, Japan je trgovao samo s Nizozemskom u Nagasakiju, a Koreja se zatvorila prema zapadu. Godine 1688. revolucijom u Sijamu okončani su francuski pokušaji da stekne utjecaj u Bangkoku.

## Kolonizacija u 19. stoljeću
U 19. stoljeću europske sile kolonizirale su veći dio Azije; Britanci su preoteli Burmu, Malaju, Sjeverni Borneo i Hong Kong, Francuzi su dominirali Indokinom, Nizozemci su kontrolirali Indoneziju, dok su Rusi pripojili provincije u srednjoj Aziji. Krajem 16. stoljeća španjolska kolonijalna vlast nagnala je Filipince da postanu rimokatolici, a misionarima je davala novčanu potporu. Do 18. stoljeća većina je Filipinaca u gradovima i nizinskim područjima prešla na katolicizam. Otok Mindanao, međutim, okrenuo se islamu koji su tamo donijeli muslimanski trgovci.

### Zlatni Istok
Kako je Europa u 19. stoljeću vojno i industrijski jačala tako se i širila, a Azija je postala bogat izvor hrane i sirovina. Europski doseljenici razvijali su plantaže čaja, kave i gumijevca, osnivali rudnike, eksploatirali drvenu građu Azije i tržili zlato, srebro i drago kamenje. Godine 1886. Burma je izgubila samostalnost i potpala pod Britaniju nakon niza ratova. To preuzimanje bilo je više strateške nego trgovačke naravi; Britanci su željeli spriječiti da Francuzi steknu prevelik utjecaj u Aziji.
- Pobuna

Od pedesetih godina 19. stoljeća počelo je dolaziti do pobuna protiv europskog uplitanja u azijske poslove. Godine 1857. došlo je do Sepojske pobune u Indiji, a početkom 20. stoljeća do Boksačkog ustanka  u Kini. Obje pobune bili su prosvjedi protiv zapadnjačke moći i kulture. Bile su ugušene od strane zapada ili kolonijalne vlasti.
- Rama V

Chulalonkorn (1853. – 1910.) postao je sijamski kralj Rama V 1668. godine. Putovao je diljem Azije i odlučio ojačati svoju zemlju procesom modernizacije. Stvorio je modernu vojsku, civilnu službu i obrazovni sustav. Iako je Tajland izgubio nekoliko provincija u korist Britanije i Francuske, uspio je očuvati svoj utjecaj i nezavisnost.

### Vremenska tablica
| Godine                    | Povijesne značajke                                                                 |
| ------------------------- | ---------------------------------------------------------------------------------- |
| 4000 - oko 2500. pr. Kr.  | U Sumeru, zapadna Azija, cvjeta najstarija civilizacija na svijetu.                |
| oko 2500. pr. Kr.         | Period Doline Inda, najstarije indijske civilizacije.                              |
| 1800. pr. Kr.             | Period Shang: najstarija kineska civilizacija počinje podizati svoje prve gradove. |
| oko 330. pr. Kr.          | Aleksandar Veliki uništava Perzijsko Carstvo.                                      |
| 138. pr. Kr.              | Prvo zabilježeno putovanje Putem svile.                                            |
| oko 50. n. e.             | Budizam iz Indije stiže do Kine.                                                   |
| 206. pr. Kr. - 220. n. e. | Vrhunac Kineskog Carstva Han.                                                      |

## Porast nacionalizma
Nakon Prvog svjetskog rata došlo je do porasta azijskog nacionalizma (vjere u nezavisnost). Godine 1918. arapski vođe srušili su tursku vlast. Težnja Židova za stvaranjem nezavisne države dobila je potporu. Godine 1933. naselilo se u Palestini 238.000 Židova, a 1948. osnovana je država Izrael.

### Drugi svjetski rat
Između 1941. i 1942. godine Japan je okupirao Burmu, Indokinu i Indoneziju. Nakon užasa okupacije, sva su ova područja odbijala svaku stranu vlast. U Kini je Japancima otpor pružila komunistička gerila zadobivši tako popularnost i političku potporu. Tijekom Drugog svjetskog rata Japanci su gradili željezničku prugu koja je spajala Burmu i Tajland, a služila je opskrbljavanju japanskih jedinica u Burmi. Tisuće azijskih radnika i zapadnih zatvorenika umrlo je od neishranjenosti, bolesti i iscrpljenosti gradeći 420 km pruge koja je postala poznata kao Željeznička pruga smrti.

### Pokreti za nezavisnost
Nakon 1945. mnoge su azijske zemlje svrgnule kolonijalnu vlast. Godine 1947. Indija i Pakistan borbom su stekle nezavisnost od Britanije, a 1948. zaživjela je domovina Židova, Izrael. Indonezija je stekla nezavisnost od Nizozemske 1949. godine, nakon četverogodišnje borbe. I Francuzi su pokušali spriječiti osamostaljenje Vijetnama, no poraženi su 1954. godine. Ostale francuske kolonije, Laos i Kambodža, stekle su nezavisnost 1954. odnosno 1953. godine.

### Komunistička Azija
Godine 1949. komunisti su utemeljili Narodnu Republiku Kinu, najveću komunističku zemlju na svijetu. Godine 1954. Sjeverni Vijetnam stvorio je nezavisnu komunističku državu. Od 1960-ih komunistički pokreti u Indoneziji i Maleziji prijetili su svrgavanjem postojećih vlasti.
- Srednjoistočni sukobi

Od 1948. godine Srednjim istokom dominira arapsko-izraelski teritorijalni sukob kao što je rat 1973. (kad su Egipat i Sirija napali Izrael). Postoje i sukobi među arapskim zemljama, primjerice rat između Iraka i Irana (1980. – 1988.). Iako je naftni procvat olakšavao ovakvu situaciju smanjujući siromaštvo, situacija na Srednjem istoku i dalje je bila nestabilna.
- Vijetnamski rat

Od 1954. komunisti iz Sjevernog Vijetnama silom su se htjeli ujediniti s nekomunističkim Južnim Vijetnamom. Prvobitno građanski rat, vijetnamski rat je eskalirao u međunarodni sukob s postupnom intervencijom Sjedinjenih Država 1960-ih. Uslijedili su porazi i brojne ljudske žrtve pa se SAD odlučio povući 1973. Godine 1975. snage sjevera ujedinile su obje polovice Vijetnama.
- Tajvanska izvozna roba

Tajvan je tradicionalno izvozio poljprivredne proizvode kao što su šećer, ananas i banane, no 1980-ih godina počeo je izvoziti moderne elektronske proizvode kao što su kompjuteri, televizori i prijenosni telefoni.

### Vremenska tablica
| Godine          | Povijesne značajke                                                |
| --------------- | ----------------------------------------------------------------- |
| oko 618. – 907. | Kinom dominira sofisticirana dinastija T’ang.                     |
| 1211.           | Mongolski ratnik Džingis-kan napada Kinu.                         |
| 1300-ih         | Zatvoren Put svile.                                               |
| 1368.           | Dinastija Ming istjeruje Mongole iz Kine.                         |
| 1397.           | Mongoli napadaju Indiju.                                          |
| 1350. – 1460.   | Propast Khmerskog Carstva u Kambodži.                             |
| 1453.           | Konstantinopol potpada pod tursko Osmansko Carstvo.               |
| oko 1488.       | Carevi Minga obnavljaju Kineski zid.                              |
| 1526. – 1707.   | Dominacija Mongola u Indiji.                                      |
| 1600. – 1614.   | Britanci, Francuzi i Nizozemci osnivaju kompaniju Istočna Indija. |
| 1736. – 1796.   | Mandžurska Kina cvate pod vlašću cara Qianlonga.                  |
| oko 1750.       | Kulturni i umjetnički procvat u Japanu.                           |
| 1757.           | Britanija preuzima kontrolu nad Bengalom, Indija.                 |
| 1839. – 1842.   | Prvi opijumski rat.                                               |
| 1907.           | Anglo-ruskim sporazumom okončana Velika igra u srednjoj Aziji.    |
| 1949.           | Kineska revolucija.                                               |
| 1950. – 1953.   | Korejski rat.                                                     |
| 1954. – 1975.   | Vijetnamski rat.                                                  |